# Geel schijfzwammetje
Het geel schijfzwammetje (Bisporella citrina, synoniem: Calycina citrina) is een schimmel uit de familie Helotiaceae. De schimmel produceert kleine gele kopjes met een diameter tot 3 mm, vaak zonder steel, die leeft in groepen of dichte trossen op rottend loofhout (beuk) dat zijn schors heeft verloren. Deze schimmel wordt niet geassocieerd met oude stromata van pyrenomycetenschimmels (Diatrypella en Hypoxylon).

## Kenmerken
Uiterlijke kenmerken
De apothecia (vruchtlichamen) hebben een diameter van 1 tot 3 mm. Ze zijn vlezige en min of meer zittend, aanvankelijk vlak komvormig en breed. Door hun bolle vruchtschijf doen ze denken aan een kleine uitstekende spijkerkop. De overvolle vruchtlichamen zijn meestal hobbelig en hebben de neiging om samen te groeien. De kleur is in alle delen helder citroen- of zwavelgeel. De rand is kaal, de gladde buitenkant is meestal wat bleker. De sporenprint is wit.
Microscopische kenmerken
De langwerpig-elliptische en licht gebogen sporen meten 8-13 × 3-4 µm. Ze zijn glad, hyaliene en vaak vernauwd gesepteerd wanneer ze rijp zijn. Ze bevatten meestal kleine oliedruppeltjes aan de uiteinden van een spore. De asci zijn amyloïde, met croziers, cilindrisch gelobd en meten 80-140 × 5-6 µm. De filamenteuze parafysen zijn aan het uiteinde iets verdikt en hebben een hyaliene inhoud.

## Verspreiding

Europees verspeidingsgebied
groen = landen met vondsten
roomwit = landen zonder vondsten
lichtgrijs = geen gegevens
donkergrijs = niet-Europese landen.

De schimmel is bijna wereldwijd verspreid. Het is komt voor in Noord-Amerika (Canada, Mexico, Verenigde Staten), Midden-Amerika (Costa Rica), Zuid-Amerika (Chili), Azië (China, India, Japan, Zuid-Korea, Turkije), Noord-Afrika (Algerije, Marokko), Australië, Nieuw-Zeeland en Europa. In Europa is het wijdverbreid en waarschijnlijk overal vrij algemeen.
In Nederland komt het algemeen voor. Het staat niet op de rode lijst en is niet bedreigd.